# Singularnost
Сингуларност или сингуларитет, у математици и физици, је тачка у којој математичка функција или физичка величина добија бесконачну вредност, као што је центар црне рупе који има бесконачну густину.. Сви атоми и све честице, које се нађу у центру црне рупе, се рашчлањују и деле, ишчезавају, или прелазе у неки други вид енергије. Још увек се не може дати постојано објашњење које би могло да укаже шта се тачно дешава, али претпоставља се да је нешто од ове две могућности. Ипак, уништење енергије није могуће по Ајнштајну и то би оспорило тренутне теорије о простор-времену. Оно што се тачно зна је да у сингуларности не постоји ниједна димензија: ни висина, ни ширина, ни дужина, ни време. Да ли се стиче нека нова не зна се.
С друге стране, појавила су се истраживања (Лора Мерсини Хотон са Универзитета у Северној Каролини), која доказују да сингуларитет не постоји, баш као ни црне рупе. Она тврди да када звезда умире, емитује радијацију, познату као Хокингова радијација. Према њеном мишљењу, у овом процесу, звезда такође одбацује масу и то тако да више нема довољно густине да постане црна рупа. Она на послетку експлодира. Сингуларитет, онако како су га научници до сад предвиђали, никад не настаје, као ни хоризонт догађаја, тврди она.

## Literatura
1. ↑  „Singularity”. www.oxfordlearnersdictionaries.com. Приступљено 11. 6. 2020.

- Shapiro Stuart L.; Teukolsky Saul A. (1991). „Formation of naked singularities: The violation of cosmic censorship”. Physical Review Letters. 66 (8): 994—997. Bibcode:1991PhRvL..66..994S. PMID 10043968. doi:10.1103/PhysRevLett.66.994.
- Wald, Robert M. (1984). General Relativity. University of Chicago Press. ISBN 978-0-226-87033-5.
- Misner, Charles W.; Thorne, Kip; Wheeler, John Archibald (1973). Gravitation. W. H. Freeman. ISBN 978-0-7167-0344-0. §31.2 The nonsingularity of the gravitational radius, and following sections; §34 Global Techniques, Horizons, and Singularity Theorems